# Marvin Friedrich
Marvin Friedrich (pronunciación en alemán: /ˈmaːʀˈvɪn ˈfʁiːdʁɪç/; Kassel, Hesse, Alemania, 13 de diciembre de 1995) es un futbolista alemán. Juega de defensa y su equipo es el Borussia Mönchengladbach de la 1. Bundesliga alemana.

## Trayectoria
Friedrich entró a las inferiores del Schalke 04 en 2011. El 13 de septiembre de 2014 debutó en la Bundesliga en la derrota por 4-1 contra el Borussia Mönchengladbach.
El 17 de junio de 2016 se anunció su fichaje por el F. C. Augsburgo por tres años.
En enero de 2018 firmó contrato con el Unión Berlín de la 2. Bundesliga hasta 2021, aunque con una opción de recompra por parte de su anterior club; opción que el Augsburgo ejerció y fichó nuevamente al jugador en mayo de 2019.
Finalmente, el 5 de julio de 2019, el Unión Berlín adquirió al defensor por 2,5 millones de euros. Permaneció en el equipo capitalino hasta enero de 2022, momento en el que se marchó al Borussia Mönchengladbach.

## Selección nacional
Friedrich fue internacional en categorías inferiores con la selección de Alemania. Formó parte del plantel de Alemania sub-19 que ganó el Campeonato Europeo de la UEFA Sub-19 2014 en Hungría.

## Estadísticas

### Clubes
Actualizado al último partido disputado el 26 de abril de 2025.
| Club | Div.          | Temporada     | Liga  | Liga  | Copas nacionales(1) | Copas nacionales(1) | Copas internacionales(2) | Copas internacionales(2) | Otras(3) | Otras(3) | Total | Total |
| Club | Div.          | Temporada     | Part. | Goles | Part.               | Goles               | Part.                    | Goles                    | Part.    | Goles    | Part. | Goles |
| --- | ------------- | ------------- | ----- | ----- | ------------------- | ------------------- | ------------------------ | ------------------------ | -------- | -------- | ----- | ----- |
| F. C. Schalke 04 · Alemania | 1.ª           | 2014-15       | 5     | 0     | 0                   | 0                   | 1                        | 0                        | ―        | ―        | 6     | 0     |
| F. C. Schalke 04 · Alemania | 1.ª           | 2015-16       | 2     | 0     | 0                   | 0                   | 1                        | 0                        | ―        | ―        | 3     | 0     |
| F. C. Schalke 04 · Alemania | Total club    | Total club    | 7     | 0     | 0                   | 0                   | 2                        | 0                        | 0        | 0        | 9     | 0     |
| F. C. Augsburgo · Alemania | 1.ª           | 2016-17       | 0     | 0     | 0                   | 0                   | ―                        | ―                        | ―        | ―        | 0     | 0     |
| F. C. Augsburgo · Alemania | Total club    | Total club    | 0     | 0     | 0                   | 0                   | 0                        | 0                        | 0        | 0        | 0     | 0     |
| F. C. Union Berlin · Alemania | 2.ª           | 2017-18       | 12    | 1     | 0                   | 0                   | ―                        | ―                        | ―        | ―        | 12    | 1     |
| F. C. Union Berlin · Alemania | 2.ª           | 2018-19       | 34    | 0     | 2                   | 0                   | ―                        | ―                        | 2        | 1        | 38    | 1     |
| F. C. Union Berlin · Alemania | 1.ª           | 2019-20       | 31    | 2     | 3                   | 0                   | ―                        | ―                        | ―        | ―        | 34    | 2     |
| F. C. Union Berlin · Alemania | 1.ª           | 2020-21       | 34    | 5     | 2                   | 0                   | ―                        | ―                        | ―        | ―        | 36    | 5     |
| F. C. Union Berlin · Alemania | 1.ª           | 2021-22       | 13    | 0     | 1                   | 0                   | 7                        | 0                        | ―        | ―        | 21    | 0     |
| F. C. Union Berlin · Alemania | Total club    | Total club    | 124   | 8     | 8                   | 0                   | 7                        | 0                        | 2        | 1        | 141   | 9     |
| Borussia Mönchengladbach · Alemania | 1.ª           | 2021-22       | 8     | 0     | 1                   | 0                   | ―                        | ―                        | ―        | ―        | 9     | 0     |
| Borussia Mönchengladbach · Alemania | 1.ª           | 2022-23       | 23    | 1     | 1                   | 0                   | ―                        | ―                        | ―        | ―        | 24    | 1     |
| Borussia Mönchengladbach · Alemania | 1.ª           | 2023-24       | 24    | 0     | 3                   | 0                   | ―                        | ―                        | ―        | ―        | 27    | 0     |
| Borussia Mönchengladbach · Alemania | 1.ª           | 2024-25       | 22    | 0     | 2                   | 0                   | ―                        | ―                        | ―        | ―        | 24    | 0     |
| Borussia Mönchengladbach · Alemania | Total club    | Total club    | 77    | 1     | 7                   | 0                   | 0                        | 0                        | 0        | 0        | 84    | 1     |
| Total carrera | Total carrera | Total carrera | 208   | 9     | 15                  | 0                   | 9                        | 0                        | 2        | 1        | 234   | 10    |
| (1) Incluye datos de la Copa de Alemania. (2) Incluye datos de la Liga Europa de la UEFA, la Liga de Campeones de la UEFA y la Liga Europa Conferencia de la UEFA. (3) Incluye datos de los playoffs de ascenso/descenso. |               |               |       |       |                     |                     |                          |                          |          |          |       |       |

## Palmarés

### Títulos internacionales
| Título                               | Club (*)                     | País    | Año  |
| ------------------------------------ | ---------------------------- | ------- | ---- |
| Campeonato Europeo de la UEFA Sub-19 | Selección de Alemania sub-19 | Hungría | 2014 |

(*) Incluyendo la selección.